# Austria Presse Agentur
APA - Austria Presse Agentur је највећа новинска агенција Аустрије. У власништву је од неколико аустријских дневних новина и аустријског јавног сервиса ОРФ (Österreichischer Rundfunk).
АПА је основана као приватна новинска агенција 1849. под именом Österreichische Correspondenz (Аустријска кореспонденција). 1860. је национализована ради боље контроле од стране државних власти, и добија назив k.k. Telegraphen-Korrespondenz-Bureau (царско-краљевски (аустроугарски) биро за телеграфску кореспонденцију). Настала је прва државна новинска агенција на свету. После Првог светског рата и распада Аустроугарске именује се у Amtliche Nachrichtenstelle (Државна новинска агенција), кратко АНА. Пошто су 1942. године главне светске новинске агенције донеле одлуку да више не сарађују са државним новинским агенцијама, после Другог светског рата донета је одлука да се АНА приватизује. Главне дневне новине је преузимају 1946, чиме је настала данашња АПА.
2007. године АПА је имала 295 радника.